# Jacek Dukaj
Jacek Józef Dukaj, né le 30 juillet 1974 à Tarnów, est un écrivain polonais de science-fiction, philosophe et traducteur.

## Biographie
Il étudie la philosophie à l’université Jagellonne. Sa première histoire, «Złota galera» (La Galère d’or), a été publiée lorsqu’il avait 14 ans dans la revue Fantastyka. 
L’animation Katedra, réalisée par Tomasz Bagiński et fondée sur l’histoire sous le même titre, a été nommée pour l’Oscar en 2003.

## Prix
Il a reçu le Prix de Janusz A. Zajdel quatre fois: en 2000, pour l’histoire « Katedra », puis pour les romans Czarne oceany (en 2001), Inne pieśni (en 2003) et Perfekcyjna niedoskonałość (en 2004).

## Œuvre

### Récit
- (pl) W kraju niewiernych, 2000

### Romans
- (pl) Xavras Wyżryn i inne fikcje narodowe, 1997
- (pl) Czarne oceany, 2001
- (pl) Extensa, 2002
- (pl) Inne pieśni, 2003
- (pl) Perfekcyjna niedoskonałość, 2004
- (pl) Lód, Wydawnictwo Literackie, 2007
- (pl) Wroniec, Wydawnictwo Literackie, 2009
- La Vieillesse de l’axolotl, Rivages, 2024 ((pl) Starość aksolotla, Wydawnictwo Literackie, 2019), trad. Caroline Raszka-dewez, 336 p.  (ISBN 978-2-7436-6468-8)
- (pl) Imperium chmur, Wydawnictwo Literackie, 2020

### Essai
- (pl) Po piśmie, Wydawnictwo Literackie, 2019

### Traduction
- Joseph Conrad: Au cœur des ténèbres ((pl) Serce ciemności), Cracovie, Wydawnictwo Literackie, 2017.